# 도그 데이즈 (절기)
도그 데이즈(영어: dog days, lit. '개의 날들')는 여름의 무더운 날을 가리키는 말이다. 대개 7월 초 ~ 8월 초를 가리키며, 이 시기는 큰개자리 알파인 시리우스가 신출하기 시작하는 이후의 시기로서 헬레니즘 점성술은 이를 열과 가뭄 등의 기상 이상, 광견병과 불운 등에 연결지었다. 오늘날 도그 데이즈는 북반구에서 가장 덥고 불쾌한 시기를 가리키는 말이다. 동아시아에서 복날에 해당하는 시기이기도 하며, 따라서 도그 데이즈를 삼복(三伏)이나 복중(伏中)으로 옮기기도 한다.

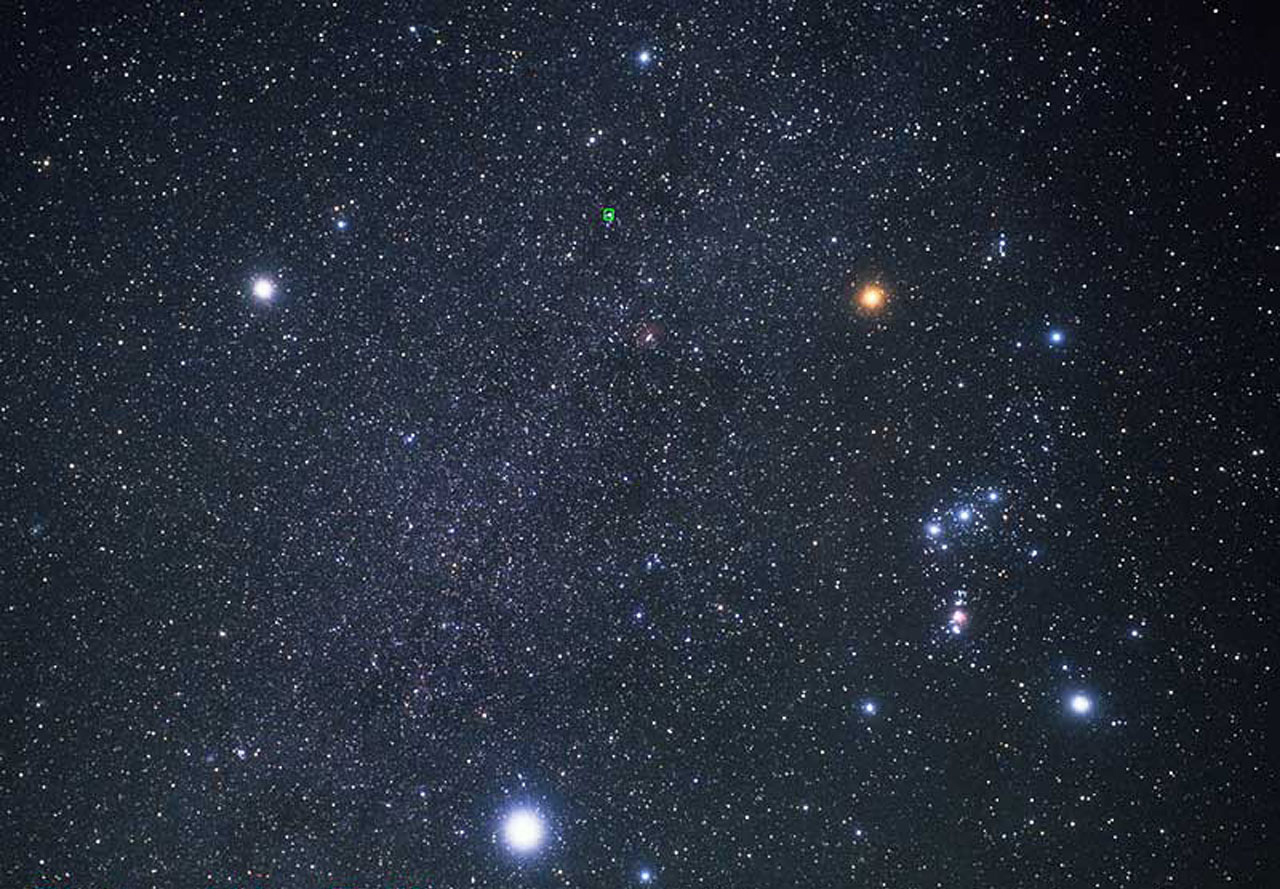
허블 우주 망원경이 촬영한 오리온자리(오른쪽)과 시리우스(아래)

## 같이 보기
- Dog days (7월 초~8월 초·중순 까지의 기간)
- 복날
- 하지
- 소서
- 대서
- 입추